# Крайхгау
Крайхгау (на немски: Kraichgau) е средновековно франкско гауграфство в днешния северозападен Баден-Вюртемберг, Германия.
Граничи на север с Оденвалд, и на юг с Шварцвалд. През ранното Средновековие Крайхгау е споменат в Лоршки кодекс за пръв път в документ като Creichgowe (769), по-късно също като Chrehgauui (773) или Craichgoia (778). От 1594 г. е споменат като Kreuchgau.
Главни градове в Крайгау са Зинсхайм, Епинген и Бретен.

## Графове в Крайхгау
- Геролд от Винцгау (* 730; † сл. 784), 777/784 г. граф в Крайхгау и Англахгау, дъщеря му Хилдегард се омъжва през 771 за Карл Велики
- Геролд Млади (Геролд II) († 1 септември 799), негов син, граф в Крайхгау, маркграф на Аварската марка
- Зигхард I, през 858/861 г. граф в Крайхгау (Зигхардинги)
- Ото I фон Вормс († 1004), 956 г. граф в Крайхгау, Шпайергау, Вормсгау, Пфинцгау, Уфгау, Елзензгау, Енцгау, Наегау, 978 – 983 и 995 – 1002 г. херцог на Каринтия (Салии)
- Енгелберт I фон Спанхайм († 1 април 1096), маркграф на Марка Истрия (1090 – 1096), граф на Спанхайм, граф в Крайхгау и в Пустертал (Спанхайми)
- Бруно, 1100 граф в Крайхгау, вер. 1102 г. фогт на Щрасбург
- Графовете фон Лауфен, ок. 1103 г. графове в Англахгау и Крайхгау
- Бертхолд I фон Катценелнбоген (* 1126; † сл. 1170/1179), граф на Катценелнбоген, граф в Крайхгау
- Симон фон Катценелнбоген, 1237
- Дитер фон Катценелнбоген, 1268
- Дитрих фон Геминген († 1526), рицар фон Крайхгау
- Филип фон Геминген († 1544), рицар фон Крайхгау
- Волф фон Геминген († 1555), рицар фон Крайхгау